# Saison 3 de New York, unité spéciale
Chronologie
Saison 2 Saison 4
Ce article présente la troisième saison de New York, unité spéciale, ou La Loi et l'Ordre : Crimes sexuels au Québec, (Law and Order: Special Victims Unit) qui est une série télévisée américaine.

## Distribution de la saison

### Acteurs principaux
- Christopher Meloni (VF : Jérôme Rebbot) : détective Elliot Stabler
- Mariska Hargitay (VF : Dominique Dumont) : détective Olivia Benson
- Richard Belzer (VF : Julien Thomast) : détective John Munch
- Stephanie March (VF : Dominique Vallée) : substitut du procureur Alexandra Cabot
- Ice-T (VF : Jean-Paul Pitolin) : détective Odafin Tutuola
- Dann Florek (VF : Serge Feuillard) : capitaine Don Cragen

### Acteurs récurrents

#### Membres de l'Unité spéciale
- B. D. Wong (VF : Xavier Fagnon) : Dr George Huang (épisodes 1, 2, 3, 4, 5, 6, 7, 8, 9, 10, 11, 13, 14, 15, 17, 18, 22 et 23)
- Tamara Tunie (VF : Sylvie Jacob) : Dr Melinda Warner (épisodes 1, 3, 4, 5, 6, 9, 10, 11, 14, 21 et 23)
- Lance Reddick : médecin-légiste Taylor (épisode 8)

#### Avocats de la défense
- Steven Mark Friedman : avocat de la défense Wilmington (épisode 1)
- Ned Eisenberg : avocat de la défense Roger Kressler (épisodes 2, 18, 22 et 23)
- Josh Pais : avocat de la défense Robert Sorensen (épisode 3)
- Rob Bartlett : avocat de la défense Milton Schoenfeld (épisodes 3, 7 et 20)
- Jill Marie Lawrence : avocate de la défense Cleo Conrad (épisodes 4 et 13)
- Liz Larsen : avocate de la défense Regal (épisodes 4 et 12)
- CCH Pounder : avocate de la défense Carolyn Maddox (épisode 10)
- Peter Hermann : avocat de la défense Trevor Langan (épisodes 11, 17 et 22)
- Craig Wroe : avocat de la défense James Woodrow (épisode 16)

#### Juges
- Joanna Merlin : juge Lena Petrovsky (épisodes 1, 10, 13, 18, 20 et 21)
- Tom O'Rourke : juge Mark Seligman (épisodes 1, 4, 21 et 23)
- Audrie J. Neenan : juge Marilyn Haynes (épisodes 4 et 11)
- Harvey Atkin : juge Alan Ridenour (épisodes 8 et 22)
- Leslie Ayvazian : juge Susan Valdera (épisode 10)
- David Lipman : juge Arthur Cohen (épisode 20)

#### Bureau des Affaires internes
- Robert John Burke : sergent Ed Tucker (épisode 14)

#### Cheffe de Bureau
- Judith Light : Elizabeth Donnelly (épisodes 18, 19, 21, 22 et 23)

#### Procureur / Procureur-adjoint
- Dianne Wiest : procureure Nora Lewin (épisode 10)
- Ron Leibman : procureur-adjoint Stan Villani (épisodes 1, 4, 8 et 10)

#### NYPD

##### Police scientifique
- Fernando López : technicien scientifique Ramones Vargas (épisodes 6, 7, 8, 9, 11, 12 et 13)
- Lou Carbonneau : technicien scientifique Harry Martin (épisodes 1, 9, 13 et 17)
- José Zúñiga : technicien scientifique Miguel Cruz (épisode 1)
- Daniel Sunjata : technicien balistique Burt Trevor (épisodes 13, 14, 15, 19 et 20)
- Joel de la Fuente : technicien lieutenant scientifique Ruben Morales (épisodes 17 et 18)

#### Entourage de l'Unité spéciale

##### La Famille Stabler
- Erin Broderick : Maureen Stabler (épisode 11)
- Isabel Gillies : Kathy Stabler (épisode 16)
- Allison Siko : Kathleen Stabler (épisode 16)

## Production
La troisième saison, comporte 23 épisodes et est diffusée du 28 septembre 2001 au 17 mai 2002 sur NBC.
En France, la saison est diffusée du 23 mars 2002 au 6 avril 2003 à intervalle irrégulier.
Cette saison, marque l'arrivée de Stephanie March dans le rôle de la substitut du procureur, Alexandra Cabot.
Tamara Tunie est revenue en tant que personnage récurrent dans plusieurs épisodes de cette saison.
B.D Wong, qui interprète un expert psychiatre apparait pour la première fois dans le premier épisode de cette saison.

## Liste des épisodes

### Épisode 1:Crime sur ordonnance
- États-Unis : 28 septembre 2001 sur NBC
- France : 30 mars 2002 sur TF1

- États-Unis : 15,8 millions de téléspectateurs[1] (première diffusion)

- Opal Alladin : Marina
- Blythe Auffarth : Jody Ramsey
- Jim Fragione : Richard Weiss
- George Hearn : Charles Sutherland
- Kelly Hutchinson : Megan Ramsey
- Sarah Hyland : Lily Ramsey
- Amy Irving : Rebecca Ramsey
- Brian Kerwin : Evan Ramsey
- Shirley Knight : Dr. Wharton

### Épisode 2:Vengeance par procuration
- États-Unis : 5 octobre 2001 sur NBC
- France : 5 mai 2002 sur TF1

- États-Unis : 15,04 millions de téléspectateurs[1] (première diffusion)

- Ebony Jo-Ann : Mrs. Harding
- Denise Bessette : Janice
- John Bianco : Victor Klaussen
- Larry Block (en) : Lonnie
- Jernard Burks : Russell Williams
- Orlagh Cassidy : Valerie Plummer
- Divina Cook : Mrs. Barrantes
- John Doman : agent spécial Rod Franklin
- Ben Gazzara : le procureur-adjoint
- Patrick Husted : le propriétaire du dépôt
- Hassan Johnson : Junior
- Stephen Paul Johnson : Dr. Lawrence
- Justin Kirk : Eric Plummer
- Irene Mazeski : Shirley
- Brent Meyer : Michael Washington
- Larry Mitchell : le vendeur de livres
- Richard Joseph Paul : Adam Cordell
- Rob Leo Roy : Dr. Talbot
- Lee Shepherd : Mr. Platt
- L. Trey Wilson : Bruce Derricks

### Épisode 3:Trafic d'origines
- États-Unis : 12 octobre 2001 sur NBC
- France : 15 mai 2002 sur TF1

- États-Unis : 17,02 millions de téléspectateurs[1] (première diffusion)

- Jen Albano : Alicia Brown
- Bruce Altman : Mark Sanford
- David Aaron Baker : Robert Cook
- Charlotte Colavin : juge D. Serani
- Elizabeth Connors : Linda Cook
- Linda Cook : Susan Young
- Ian Cronin : Tyler Blake / Stephen Talmadge
- David DeBeck : avocat Stern
- Adrienne Dreiss : Rebecca Reiter
- Kerri Green : Michelle Daricek
- John Randolph Jones : agent de sécurité
- Ted King : Tony Daricek
- Randy Lutterman : BerMan
- Saundra McClain : l'infirmière
- Ellen Parker : Erin Blake
- John Seitz : Herbert Talmadge
- John Sloman : Adam Blake
- Oliver Solomon : sergent Sheldon
- Celia Weston : Margaret Talmadge

### Épisode 4:Fausse piste
- États-Unis : 19 octobre 2001 sur NBC
- France : 30 mars 2002 sur TF1

- États-Unis : 15,44 millions de téléspectateurs[1] (première diffusion)

- Tracee Beazer : Melissa
- Mylika Davis : Shareen White
- Brenda Denmark : juge Elmore
- Kahshanna Evans : Vanessa Hiltz
- Asio Highsmith : Malik "King" Harris
- Jack Landron : Darnell French
- Adriane Lenox : Alva Tate
- Trish McCall : Angela Dupree
- Dorian Missick (en) : Leon Tate
- John Ottavino : Burt Ferris
- Jamilla Perry : Nashika Morris
- John Henry Redwood : Felix
- Kyndra Reevey : Tanya
- Malachi Weir : Tommy Epps
- Todd Williams : Rodney Thompson
- Reggi Wyns : Benny

### Épisode 5:Coup de folie
- États-Unis : 26 octobre 2001 sur NBC
- France : 23 mars 2002 sur TF1

- États-Unis : 16,5 millions de téléspectateurs[1] (première diffusion)

- Kevin Carolan : officier Farlow
- Edmund C. Davys : Ed
- Lisa Eichhorn : Peyton Kleberg
- Paul Geier : Warner Mason
- Jordan Gelber : Fritz Kestler
- Joe Gonzalez : OTB Teller
- Justin Hagan : Vincent Boyd
- Mark Hofmaier : Rick
- Ann Kittredge : Vicki
- Lisby Larson : le manager de la banque
- Tuck Milligan : Dr. Phillip Karr
- John-Luke Montias : Martin Welker
- Lauren Mufson : Diane
- Elizabeth Noone : Marilyn Dunlap
- Ciarán O'Reilly : le portier
- Steve Pickering : détective privé Voltz
- Tracy Sallows : Judy Trahill
- Vincent Smith : Mr. Dunlap
- Matt Stinton : Steve Callahan
- Geoffrey Wigdor : Jesse Kleberg
- Liza Weil : Lara Todd
- Jennifer Dorr White : Sharon Filmore

### Épisode 6:Lourdes peines
- États-Unis : 2 novembre 2001 sur NBC
- France : 19 mai 2002 sur TF1

- États-Unis : 14,6 millions de téléspectateurs[1] (première diffusion)

- Kevin Chamberlin : Roger Berry
- Joe Costa : Warren Johnston
- Allen Fitzpatrick : un avocat
- Elizabeth Hobgood : Beverly Parsons
- Ray Iannicelli : Charlie
- David Keith : John "Hawk" Hawkins
- Sarah Knapp : Darcy Chaney
- John Knox : Eddie Tobias
- Michael E. Knight : David Steadman
- Maggie Lacey : Jane Merrill
- Ken Marks : Arthur Blessard
- DeAnn Mears : Phyllis Johnson
- Ernest Mingione : l'employé des archives
- Dan Musico : technicien CSU #1
- Marni Nixon : Edna Dumas
- Ashley Rose Orr : Leslie Bello
- Anne Pitoniak : Mrs. Berry

### Épisode 7:Classé X
- États-Unis : 9 novembre 2001 sur NBC
- France : 23 mars 2002 sur TF1

- États-Unis : 16,02 millions de téléspectateurs[1] (première diffusion)

- Elizabeth Banks :  Jaina Jansen
- Dylan Chalfy : Willem Mueller
- Mia Dillon : Mrs. Jansen
- Michael Fragale : Bruce
- Kevin Geer : Phil Kastner
- Tom Gilroy : Cal Oman
- Mark-Paul Gosselaar : Wesley Jansen / Peter Ivanhoe
- Jon Korkes : avocat Terence Moore
- Joseph Latimore : détective Steve Nathan
- Fenton Lawless : Buck
- Juliette Marquis : Delia Sarton
- Lucy Martin : juge Wende Kramer
- Heather McRae : la propriétaire
- Joseph Murphy : Ray Borland
- James Andrew O'Connor : Kenny
- Luke Reilly : Chester Jansen
- Philip Tabor : Frank
- Audrey Twitchell : Mara Jansen

### Épisode 8:Crime génétique
- États-Unis : 16 novembre 2001 sur NBC
- France : 2 juin 2002 sur TF1

- États-Unis : 14,5 millions de téléspectateurs[1] (première diffusion)

- Diane Baker : avocate de la défense Margo Nelson
- Denise Burse : Pamela Tatum
- Billy Chang : détective Matt Tsu
- Eliot Chang : Larry Tang
- Lynn Chen : Helen Chen
- Mona Chiang : Sonja Yung
- Marcus Chong : Darrell Guan
- Arthur French : Harold Starnes
- Brian Keane : Dr. Peters
- David H. Kramer : directeur de Halfway House
- Nelson Lee : Johnny Chen
- Kevin Louie : Dao Tran
- La Donna Mabry : Martha Shelby
- Danny Maseng : Dr. Randall Coffey
- Miou : Jiang Li
- Ron Nakahara : Sammy Sing
- Sharrieff Pugh : Michael Tatum
- Wai Ching Ho : Susan Guan

### Épisode 9:La Famille d'accueil
- États-Unis : 23 novembre 2001 sur NBC
- France : 26 mai 2002 sur TF1

- États-Unis : 14,9 millions de téléspectateurs[1] (première diffusion)

- Julia Barnett : la journaliste
- Parris Nicole Cisco : Tanya Adams
- Keith Davis : Duke Henry
- Toni Di Buono : l'enseignante
- Colin Fickes : Glenn Rudd
- Jamie Goodwin : Danny Marston
- Conn Horgan : Carpenter
- Reade Kelly : l'entrepreneur général
- Piper Laurie : Dorothy Rudd
- Erika LaVonn : Tashandra Adams
- Tom Ligon : Bluebell Agency Executive
- Robin Moseley : l'assistant social de l'agence d'adoption
- Jerry D. O'Donnell : le policier
- Janee Tucker : Whitley Adams
- Kathleen Wilhoite : Jane Rudd

### Épisode 10:Le Sexe fort
- États-Unis : 14 décembre 2001 sur NBC
- France : 6 avril 2002 sur TF1

- États-Unis : 15,3 millions de téléspectateurs[1] (première diffusion)

- David Adkins : avocat de la défense Barry Fordes
- Brian Corrigan : assistant du procureur
- Andrew Heckler : Andrew Green
- John Hartmann : le greffier
- Kimberly Hugues : assistante d'Amelia
- Natalie Light : Beth
- Leo Lungaro : porte-parole du jury
- Crista Moore : Mandy Guevere
- Joe Narciso : l'assistant du légiste Justin
- Diane Neal : Amelia Chase
- Patrick Quinn : Milo Walther
- Pete Starrett : Peter Smith
- Paige Turco : Pam Adler

### Épisode 11:Monogamie
- États-Unis : 4 janvier 2002 sur NBC
- France : 6 avril 2002 sur TF1

- États-Unis : 17,71 millions de téléspectateurs[1] (première diffusion)

- Starla Benford : Carol Daley
- Bobby Cannavale : Kyle Novacek
- Robert Funaro : officier F. Crasso
- Michael Goldstrom : Kevin
- Marianne Hagan : Erin Sena
- Tricia Paoluccio : Nicole Manning
- Erin Leigh Peck : Mélanie
- John Plumpis : technicien sans fil
- John Ritter : Dr. Richard Manning

### Épisode 12:Justicier en herbe
- États-Unis : 11 janvier 2002 sur NBC
- France : 16 juin 2002 sur TF1

- États-Unis : 17,00 millions de téléspectateurs[1] (première diffusion)

- Paul Baron : Kevin McDonald
- Elpidia Carrillo : Maria Ramos
- Al Espinosa : Andy Penza
- Jean-Luke Figueroa : Luis Ramos
- Bill Golodner : sergent DaCosta
- Elain R. Graham : le principal
- Louie Leonardo : Fredo Garcia
- Sevanne Martin : Nurse Lisa
- Michael Mosley : Ronnie l'informateur
- Cortez Nance, Jr : officier Jones
- Susan Pellegrino : docteur Barrett
- Dylan Price : inspecteur Danny Tatum
- Otto Sanchez : Eddie Fuentes
- Teresa Yenque : Graciella Hernandez
- David Zayas : détective Milton
- Zabryna Guevara : Annie Colon

### Épisode 13:L'Horreur n'attend pas le nombre d'années
- États-Unis : 18 janvier 2002 sur NBC
- France : 13 avril 2002 sur TF1

- États-Unis : 16,03 millions de téléspectateurs[1] (première diffusion)

- Antonio D. Charity : Siburt
- Robert Clohessy : Vinnie
- Mike Doyle : assistant-médical Karlan
- Michael Goduti : Dorsey
- Ira Hawkins : superviseur de l'application de la loi humaine
- Ellen Lancaster : Dr. Diremegio
- Michael X. Martin : Ned Rubens
- Mariann Mayberry : Candy Forrester
- Guthrie Nutter : Scotty Wells
- Michele Pawk : Daisy Baker
- Lenore Pemberton : Edie Jenks
- Michael Pitt : Harry Baker
- Jacob Smith : Phillip Mahue
- Brian Patrick Sullivan : Joe Poletti
- Shaheen Vaaz : Shaheen Puniwar
- Katie Walder : Carey Thorne
- Joan Wooters : Mrs. Boggs

### Épisode 14:Évidences trompeuses
- États-Unis : 25 janvier 2002 sur NBC
- France : 17 avril 2002 sur TF1

- États-Unis : 16,76 millions de téléspectateurs[1] (première diffusion)

- Rochelle Bostrom : Samantha Ragolia
- William H. Burns : Robbins
- William Cote : le barman
- LeAnna Croom : Stacia Green
- Khrystyne Haje : Francesca Jesner
- Ty Jones : officier Roger Graves
- Michael McCartney : officier Driscoll
- P.J. Morrison : Sorre
- Michael O'Keefe : officier Marcosi
- Paul Regina : Jeffrey Trapani
- Armand Schultz : Kevin Ragiola
- Billy Strong : Lieutenant Phil Urzi
- Jenn Thompson : Mandy Mangun
- Gordon Joseph Weiss : Brandon O'Keefe
- Sharon Wilkins : la voisine

### Épisode 15:Le Couloir de la mort
- États-Unis : 1er février 2002 sur NBC
- France : 20 avril 2002 sur TF1

- États-Unis : 17,05 millions de téléspectateurs[1] (première diffusion)

- Madison Arnold : la cheffe de la compagnie de plomberie
- Jerome Preston Bates : Mr Henderson
- Glynis Bell : Juge Whitemore
- Ty Burrell : Alan Messinger
- Nick Chinlund : Matthew Linwood Brodus
- Anthony Chisholm : Leroy Russell
- Saidah Arrika Ekulona : Détective Yorkin
- William Hill : Allen Cooper
- James Hindman : Mr Reichart
- Laure Hughes : Hannah Cooper
- Martin Kildare : Wade Harris
- Heather MacRae : Andrea Mason
- Adam Mucci : Détective Janowicz
- John Roney : le garde du couloir de la mort
- Timothy Wheeler : Robert Rule

### Épisode 16:Fête macabre
- États-Unis : 1er mars 2002 sur NBC
- France : 23 novembre 2002 sur TF1

- États-Unis : 15,80 millions de téléspectateurs[1] (première diffusion)

- Ann Arvia : secrétaire Sheila
- Christy Baron : Mrs. Bergen
- William Charlton : Principal Charest
- Diane Cossa : Mrs. Radsen
- Thaddeus Daniels : Nurse James
- James DeMarse : David Kessler
- Laura Marie Duncan : Carol Porter
- Elena Franklin : Amy Bergen
- Jason Fuchs : Nick Radsen
- Scott Geyer : Mr. Bergen
- Sprague Grayden : Mia Kessler
- Billy Kay : Tommy Kessler
- Ned Luke : Mr. Wilmont
- Christopher Orr : Ross McKenzie
- Brittany Slatery : Cynthia Wilmont
- Laura Stepp : Darlene Wilmont
- Myra Lucretia Taylor : le principal

### Épisode 17:Meurtre en vidéo
- États-Unis : 8 mars 2002 sur NBC
- France : 23 novembre 2002 sur TF1

- États-Unis : 16,40 millions de téléspectateurs[1] (première diffusion)

- Joseph Adams : Ray Campbell
- Robert Bogue : Kevin Wilson
- Emily Deschanel : Cassie Germaine
- Lena Georgas : Valerie
- Max Leavitt : Jeff Doolittle
- Nate Moony : Terry Willard
- Michael Nader : Robert Prescott
- Susan Pellegrino : Dr. Barrett
- Wayne Pretlow : Ralph Grady
- Danton Stone : le surveillant général
- Jennifer Laura Thompson (en) : Aimee Slocum
- Michael Louis Wells : Paul

### Épisode 18:Témoignage par procuration
- États-Unis : 29 mars 2002 sur NBC
- France : 30 novembre 2002 sur TF1

- États-Unis : 16,60 millions de téléspectateurs[1] (première diffusion)

- Beau Gravitte : Roy Barnett
- Bret Harrison : Sam Cavanaugh
- Kay Lenz : Linda Cavanaugh
- Lee Pace : Benjamin Tucker
- Thomas Piper : Tommy Priore
- Don Sparks : Dr Phil Mitrano

### Épisode 19:Du sang sur les marches
- États-Unis : 5 avril 2002 sur NBC
- France : 7 décembre 2002 sur TF1

- États-Unis : 16,60 millions de téléspectateurs[1] (première diffusion)

- Julia Barnett : Sheila
- Michael Creo : Gordy
- Bonnie Dennison : Heather Porter
- Keir Dullea : Juge Walt Thornburg
- Libby George : Beth Fischer
- Kathleen Goldpaugh : Sœur Kay
- Michael Luggio : Tom Degalio
- Valerie Mahaffey : Brook Thornburg
- Gina Nagy : Sharlene Degalio
- Jana Robbins : Emily Porter
- Cloie Wyatt Taylor : Mary Elizabeth
- Clarke Thorell : officier Darrell Slater
- Anthony Urban : Frank
- Myk Watford : Tommy Gordon
- Welker White (de) : Erin

### Épisode 20:Viol par procuration
- États-Unis : 26 avril 2002 sur NBC
- France : 6 avril 2003 sur TF1

- États-Unis : 14,22 millions de téléspectateurs[1] (première diffusion)

- Michael Aronov : Andrei Gorsky
- Etya Dudko : Katarina Dinov
- Alex Feldman : Danny Ryan
- Mary Beth Hurt : Jessica Blaine-Todd
- Sarah Knowlton : Valerie Emerson
- Sherri Parker Lee : Denise Johansen
- Louis Mustillo : le manager de la serrurerie
- David Pittu : le banquier
- Roy Thinnes : Curtis Johansen
- Henry Winkler : Edwin Todd / Edward Crandall
- Louis Mustillo : Holland

### Épisode 21:Le Trio infernal
- États-Unis : 3 mai 2002 sur NBC
- France : 30 novembre 2002 sur TF1

- États-Unis : 16,70 millions de téléspectateurs[1] (première diffusion)

- Nadia Bowers : Bella
- Magaly Colimon : Dr. Erica Olsen
- Sam Guncler : Gary Barbour
- Danny Johnson : avocat de la défense Sean Kramer
- Michael Knowles : Arthur Felton
- J. Kyle Manzay : Malcolm
- Chris Meyer : Harding
- Estelle Parsons : Rose Rinato
- Martha Plimpton : Claire Rinato
- Andrew Polk : Dr. Devere
- Mary Steenburgen : Grace Rinato
- Noel True : Bella

### Épisode 22:L'Insoutenable vérité
- États-Unis : 10 mai 2002 sur NBC
- France : 7 décembre 2002 sur TF1

- États-Unis : 17,30 millions de téléspectateurs[1] (première diffusion)

- James Badge Dale : Danny Jordan
- Matt DeCaro : Abe Cheney
- Michael Duran : pharmacien
- Kelley Fahey : infirmière
- Ray Fitzgerald : Ray Dunstan
- Andrea Fay Friedman : Katie Tolliver
- Ezra Knight : Kevin Caldwell
- Jason Pensky : Andy McCollum
- Darren Pettie : Joe Parker
- Tony Rizolli : propriétaire de charcuterie
- Lois Smith : Rebecca Tolliver
- C.J. Wilson : Scott Lucas

### Épisode 23:La Loi du silence
- États-Unis : 17 mai 2002 sur NBC
- France : 14 décembre 2002 sur TF1

- États-Unis : 14,27 millions de téléspectateurs[1] (première diffusion)

- Jordan Charney : Rory O'Halloran
- Patrick Collins : l'évêque Mallinson
- Sean Dugan : Bobby Douglas
- Kris Eivers : Gus Yoder
- Robert Harte : Ben Campion
- Hardy Hawis : Détective Jimmy Moresco
- Lizbeth Mackay : Mrs. Douglas
- Christopher Mann : technicien CSU
- Edward O'Blenis : Darius Retafian
- Hardy Rawls : détective Jimmy Moresco
- Eric Stoltz : Père Michael Sweeney
- Davis Sweatt : Todd Ramsay
- Nance Williamson : Lara Retafian
- Charlayne Woodard : sœur Peg